# کافه کوچینی
رستوران دانسینگ کوچینی ازکافه-رستوران‌های پرآوازهٔ تهران در دههٔ چهل است که در خیابان فلسطین (کاخ) تقاطع بلوار کشاورز (الیزابت) دایر شد.
بانیِ کوچینی، ویدا قهرمانی از بازیگران پیشکسوت سینمای ایران بود. او در اوایل دههٔ چهل شمسی کافه، نگارخانه و رستوران کوچینی را برای نمایش استعدادهای هنری جوانان در رشته‌های نقاشی، مجسمه‌سازی و موسیقی راه‌اندازی کرد تا افراد در این مکان، هنر و خلاقیت خود را پرورش دهند. کوچینی بیشتر شهرتش را مدیون گروه بلک کتس و یکی از اعضاء آن فرهاد خوانندهٔ معروف دههٔ چهل است که در آن‌جا به اجرا می‌پرداخت و برای اولین بار ترانهٔ ماندگار جمعه را در این رستوران خواند. ابی نیز پس از آشنایی با گروه بلک کتس برای مدتی در این کافه به اجرا می‌پرداخت.
رستوران کوچینی پس از انقلاب مصادره گردید ولی همچنان در قالب غذاخوری و تالار پذیرایی به فعالیت خود ادامه می‌دهد.
نام فعلی آن رستوران کوچینی است و به شکل سفره خانه فعالیت می‌کند.

## در فرهنگ
در ترانهٔ پاپ فادر گروه بلک کتس از این مکان با نام «کازینو کوچینی» به عنوان محل فعالیت گروه بلک کتس یاد می‌شود.